# Stenocereus martinezii
Stenocereus martinezii ist eine Pflanzenart aus der Gattung Stenocereus in der Familie der Kakteengewächse (Cactaceae). Das Artepitheton martinezii ehrt den mexikanischen Botaniker Maximiliano Martinez (1888–1964), der die Botanische Gesellschaft Mexikos gründete. Spanische Trivialnamen sind „Pitahayo“ und „Pitayo“.

## Beschreibung
Stenocereus martinezii wächst baumförmig mit zahlreichen verzweigten Trieben und erreicht Wuchshöhen von 5 bis 7 Metern. Es wird ein bis zu 1 Meter hoher Stamm mit einem Durchmesser von bis zu 25 Zentimetern ausgebildet. Die mehr oder weniger zylindrischen Triebe weisen Durchmesser von 8 bis 20 Zentimeter auf. Es sind zehn bis zwölf Rippen vorhanden, auf denen sich auffällige dunkelrötlichbraune Areolen befinden. Der einzelne, gräuliche bis schwarze Mitteldorn – selten sind bis zu drei Mitteldornen vorhanden – ist waagerecht abstehend bis etwas seitwärts gerichtet. Er ist 2 bis 5 Zentimeter lang. Die vier bis neun, selten bis elf, schwächlichen Randdornen sind gräulich und 2 bis 6 Millimeter (selten bis zu 12 Millimeter) lang.

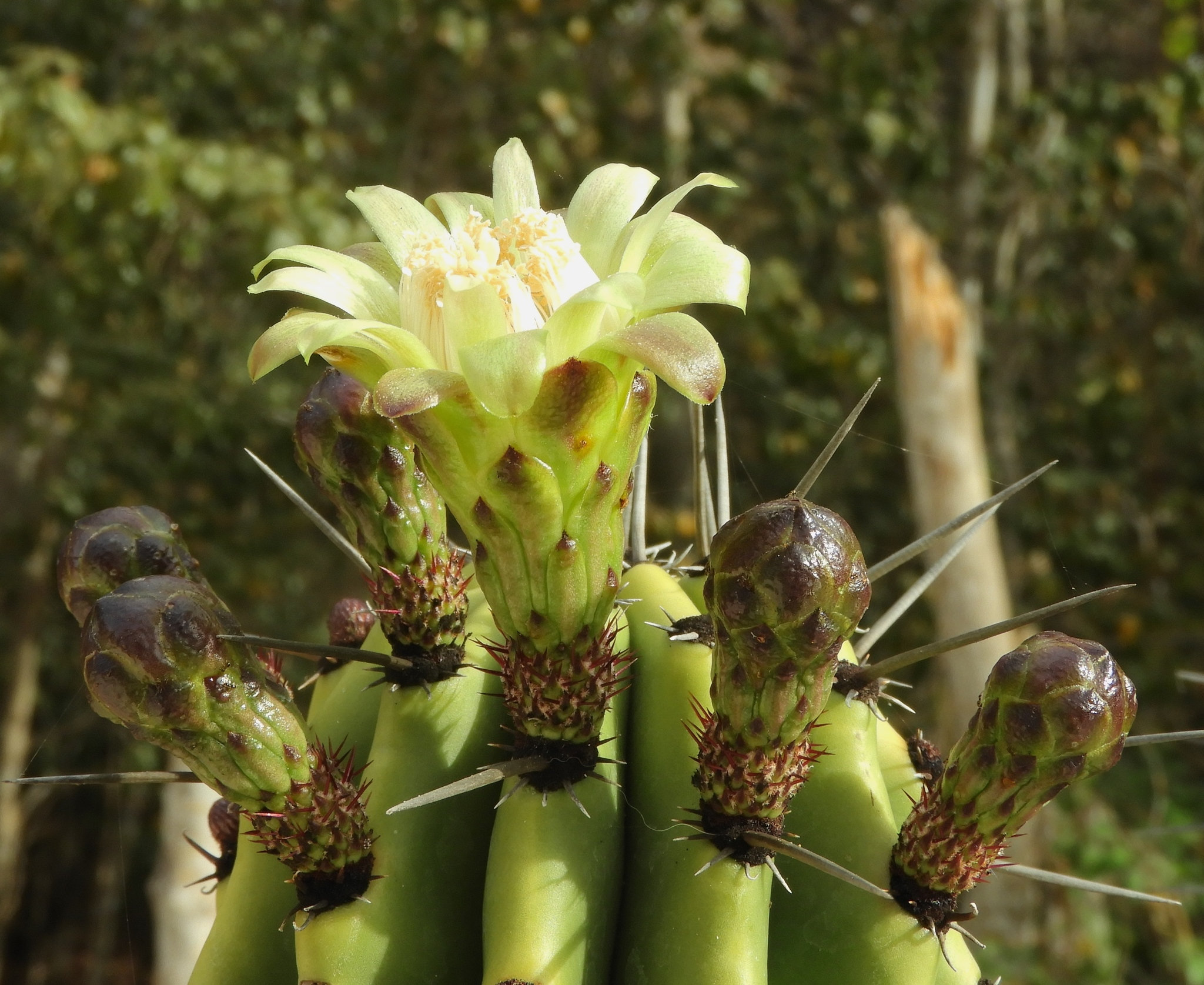
Blüten und Knospen

Die trichterförmigen, weißlichen und gelblich überhauchten Blüten öffnen sich in der Nacht und bleiben bis in den nächsten Tag hinein geöffnet. Sie sind 5 bis 7 Zentimeter lang und weisen Durchmesser von 3,1 bis 6,6 Zentimetern auf. Die kugel- bis eiförmigen, grünen Früchte erreichen einen Durchmesser von 3 bis 4,5 Zentimeter. Mit der Reife werden sie zunehmend rot überhaucht. Das Fruchtfleisch ist rot.

## Verbreitung, Systematik und Gefährdung
Stenocereus martinezii ist im mexikanischen Bundesstaat Sinaloa in laubabwerfenden Wäldern in Höhenlagen um 100 Meter verbreitet.
Die Erstbeschreibung als Lemaireocereus martinezii erfolgte 1930 durch Jesús González Ortega. Franz Buxbaum stellte die Art 1961 in die Gattung Stenocereus. Weitere nomenklatorische Synonyme sind Rathbunia martinezii (J.G.Ortega) P.V.Heath (1992) und Glandulicereus martinezii (J.G.Ortega) Guiggi (2012).
In der Roten Liste gefährdeter Arten der IUCN wird die Art als „Endangered (EN)“, d. h. als stark gefährdet geführt.

## Nachweise